# Feldhockey-Europameisterschaft der Damen 2023
Die Feldhockey-Europameisterschaft der Damen 2023 war die 16. Auflage der Feldhockey-Europameisterschaft. Sie fand vom 18. bis zum 26. August 2023 im Hockeypark Mönchengladbach gemeinsam mit der Europameisterschaft der Herren statt. Titelverteidiger sind die Niederlande. Der Europameister 2023 qualifizierte sich direkt für die Olympischen Spiele 2024 in Paris.
Europameister 2023 wurde die Mannschaft der Niederlande, die sich im Finale mit 3:1 gegen die Belgierinnen durchsetzten.

## Teilnehmer
Berechtigt zur Teilnahme sind neben dem deutschen Team als Gastgeber die besten drei Teams der letzten Europameisterschaft 2021 sowie die Sieger der vier EM-Qualifikationsturniere.
- Deutschland (Gastgeber)
- Niederlande (Titelverteidiger)
- Belgien (Dritter 2021)
- Spanien (Vierter 2021)
- Italien (Siegerinnen des Qualifikationsturnier in Vilnius)
- Irland (Siegerinnen des Qualifikationsturnier in Dublin)
- Schottland (Siegerinnen des Qualifikationsturnier in Dunkerque)
- England (Siegerinnen des Qualifikationsturnier in Durham)

## Modus
Die Vorrunde wurde in zwei Gruppen zu je vier Mannschaften im Jeder-gegen-Jeden-Format gespielt. Die ersten Zwei jeder Gruppe qualifizierten sich für das Semifinale. Wie im internationalen Hockey üblich wurde ein Spiel um den dritten Platz ausgetragen. Die letzten Zwei beider Gruppen bildeten die Gruppe C und spielten um die Teilnahme an der folgenden Europameisterschaft. Dabei nahmen die Mannschaften das Ergebnis gegen die Nation aus der eigenen Gruppe mit. Die beiden Letzten aus der Vierer-Gruppe stiegen in den B-Pool ab und die zwei Ersten durften an der nächsten Europameisterschaft teilnehmen.
Die vier bestplatzierten und noch nicht qualifizierten Mannschaften sollen an der Feldhockey-Weltmeisterschaft 2025 teilnehmen.

## Vorrunde

### Gruppe A
| Datum                 | Team 1      | Team 2      | Ergebnis  |
| --------------------- | ----------- | ----------- | --------- |
| 19. August 2023 11:00 | Belgien     | Italien     | 6:0 (2:0) |
| 19. August 2023 13:15 | Niederlande | Spanien     | 5:1 (4:1) |
| 20. August 2023 15:00 | Belgien     | Niederlande | 0:2 (0:1) |
| 20. August 2023 19:45 | Spanien     | Italien     | 2:0 (2:0) |
| 22. August 2023 14:45 | Niederlande | Italien     | 5:0 (3:0) |
| 22. August 2023 17:00 | Spanien     | Belgien     | 0:5 (0:1) |

| Rang | Land        | Spiele | S | U | N | Tore | Differenz | Punkte |
| ---- | ----------- | ------ | - | - | - | ---- | --------- | ------ |
| 1    | Niederlande | 3      | 3 | 0 | 0 | 12:1 | +11       | 9      |
| 2    | Belgien     | 3      | 2 | 0 | 1 | 11:2 | +9        | 6      |
| 3    | Spanien     | 3      | 1 | 0 | 2 | 3:10 | −7        | 3      |
| 4    | Italien     | 3      | 0 | 0 | 3 | 0:13 | −13       | 0      |

Legende: qualifiziert für die Finalspiele, Teilnahme an der Abstiegsrunde

### Gruppe B
| Datum                 | Team 1      | Team 2      | Ergebnis  |
| --------------------- | ----------- | ----------- | --------- |
| 18. August 2023 17:00 | England     | Irland      | 3:0 (2:0) |
| 18. August 2023 19:00 | Deutschland | Schottland  | 4:0 (3:0) |
| 19. August 2023 20:15 | Irland      | Schottland  | 5:0 (3:0) |
| 20. August 2023 17:30 | Deutschland | England     | 5:0 (0:0) |
| 22. August 2023 14:45 | England     | Schottland  | 5:0 (2:0) |
| 22. August 2023 17:00 | Irland      | Deutschland | 0:5 (0:2) |

| Rang | Land        | Spiele | S | U | N | Tore | Differenz | Punkte |
| ---- | ----------- | ------ | - | - | - | ---- | --------- | ------ |
| 1    | Deutschland | 3      | 3 | 0 | 0 | 14:0 | +14       | 9      |
| 2    | England     | 3      | 2 | 0 | 1 | 8:5  | +3        | 6      |
| 3    | Irland      | 3      | 1 | 0 | 2 | 5:8  | −3        | 3      |
| 4    | Schottland  | 3      | 0 | 0 | 3 | 0:14 | −14       | 0      |

Legende: qualifiziert für die Finalspiele, Teilnahme an der Abstiegsrunde

## Abstiegsrunde
| Datum                 | Team 1  | Team 2     | Ergebnis  |
| --------------------- | ------- | ---------- | --------- |
| 24. August 2023 12:30 | Italien | Schottland | 1:1 (1:1) |
| 24. August 2023 14:45 | Spanien | Irland     | 2:2 (0:1) |
| 25. August 2023 16:30 | Spanien | Schottland | 1:2 (0:1) |
| 26. August 2023 10:00 | Italien | Irland     | 1:1 (0:0) |

In die Wertung der Abstiegsrunde wird das Spiel der Vorrunde zwischen den beiden Mannschaften derselben Gruppe übernommen.
| Rang | Land       | Spiele | S | U | N | Tore | Differenz | Punkte |
| ---- | ---------- | ------ | - | - | - | ---- | --------- | ------ |
| 1    | Irland     | 3      | 1 | 2 | 0 | 8:3  | +5        | 5      |
| 2    | Spanien    | 3      | 1 | 1 | 1 | 5:4  | +1        | 4      |
| 3    | Schottland | 3      | 1 | 1 | 1 | 3:7  | −4        | 4      |
| 4    | Italien    | 3      | 0 | 2 | 1 | 2:4  | −2        | 2      |

Legende: qualifiziert für die Feldhockey-Europameisterschaft der Damen 2025, Abstieg in die EuroHockey Nations Trophy 2025

## Finalrunde
|  | Halbfinale | Halbfinale  | Halbfinale |    |             | Finale           | Finale           | Finale           |
|  |            |             |            |    |             |                  |                  |                  |
|  | 17:00 Uhr  |             |            |    |             |                  |                  |                  |
|  | A1         | Niederlande | 7          |    |             |                  |                  |                  |
|  | B2         | England     | 0          |    |             | 14:45 Uhr        | 14:45 Uhr        | 14:45 Uhr        |
|  |            |             |            | A1 | Niederlande | 3                |                  |                  |
|  | 20:00 Uhr  | 20:00 Uhr   | 20:00 Uhr  |    | A2          | Belgien          | 1                |                  |
|  | B1         | Deutschland | 0          |    |             |                  |                  |                  |
|  | A2         | Belgien     | 1          |    |             | Spiel um Platz 3 | Spiel um Platz 3 | Spiel um Platz 3 |
|  |            |             |            |    |             | B2               | England          | 0                |
|  | B1         | Deutschland | 3          |    |             |                  |                  |                  |
|  |            |             |            |    |             | 12:15 Uhr        |                  |                  |

### Halbfinale
| Datum                 | Team 1      | Team 2  | Ergebnis  |
| --------------------- | ----------- | ------- | --------- |
| 24. August 2023 17:00 | Niederlande | England | 7:0 (0:0) |
| 24. August 2023 20:00 | Deutschland | Belgien | 0:1 (0:1) |

### Spiel um Platz 3
| Datum                 | Team 1  | Team 2      | Ergebnis  |
| --------------------- | ------- | ----------- | --------- |
| 26. August 2023 12:15 | England | Deutschland | 0:3 (0:2) |

### Finale
| Datum                 | Team 1      | Team 2  | Ergebnis  |
| --------------------- | ----------- | ------- | --------- |
| 26. August 2023 14:45 | Niederlande | Belgien | 3:1 (3:1) |

## Abschlusstabelle
| Pl. | Mannschaft  |
| --- | ----------- |
|     | Niederlande |
|     | Belgien     |
|     | Deutschland |
| 4   | England     |
| 5   | Irland      |
| 6   | Spanien     |
| 7   | Schottland  |
| 8   | Italien     |

Legende: Abstieg in die EuroHockey Nations Trophy 2025

## Medaillengewinnerinnen
| Platz | Land        | Sportlerinnen |
| ----- | ----------- | --- |
| 1     | Niederlande | Anne Veenendaal, Josine Koning, Luna Fokke, Freeke Moes, Lisa Post, Xan de Waard, Yibbi Jansen, Renée van Laarhoven, Felice Albers, Maria Verschoor, Sanne Koolen, Frédérique Matla, Joosje Burg, Pien Sanders, Marijn Veen, Laura Nunnink, Pien Dicke, Margot van Geffen                              |
| 2     | Belgien     | Elena Sotgiu, Aisling D’Hooghe, Justine Rasir, Delphine Marien, Abi Raye, Charlotte Englebert, Judith Vandermeiren, Emma Puvrez, Emily White, Louise Versavel, Alix Gerniers, Vanessa Blockmans, Michelle Struijk, Barbara Nelen, Stephanie Vanden Borre, Lucie Breyne, Helène Brasseur, Camille Belis |
| 3     | Deutschland | Noelle Richter, Julia Sonntag, Kira Horn, Amelie Wortmann, Nike Lorenz, Selin Oruz, Anne Schröder, Lisa Nolte, Lena Micheel, Charlotte Stapenhorst, Sonja Zimmermann, Pauline Heinz, Cécile Pieper, Viktoria Huse, Stine Kurz, Jette Fleschütz, Hanna Granitzki, Linnea Weidemann                      |